# NHL 2002
NHL 2002 est un jeu de hockey sur glace sorti en 2002 sur Xbox, PS2 et Windows. Il est la création des studios d’Electronic Arts et reprend toutes les données de la saison 2002 de hockey (joueurs, équipes...). Mario Lemieux des Penguins de Pittsburgh figure sur la couverture du jeu.

## Accueil
- Jeuxvideo.com : 17/20 (PC)[1] - 17/20 (PS2)[2] - 16/20 (XB)[3]